# Orthodes crenulata
Orthodes crenulata là một loài bướm đêm trong họ Noctuidae.